# Sun Valley (Arizona)
Sun Valley statisztikai település az USA Arizona államában, Navajo megyében. Lakosainak száma 153 fő (2020. április 1.).

## Népesség
A település népességének változása:

| 2010 | 316 |
| 2020 | 153 |